# Gammaropsis maculata
Gammaropsis maculata is een vlokreeftensoort uit de familie van de Photidae. De wetenschappelijke naam van de soort is voor het eerst geldig gepubliceerd in 1828 door Johnston.